# Clay City (Indiana)
Clay City és una població dels Estats Units a l'estat d'Indiana. Segons el cens del 2000 tenia 1.019 habitants.

## Demografia
Segons el cens del 2000, Clay City tenia 1.019 habitants, 442 habitatges, i 281 famílies. La densitat de població era de 742,3 habitants per km².
Dels 442 habitatges en un 28,7% hi vivien nens de menys de 18 anys, en un 51,1% hi vivien parelles casades, en un 8,8% dones solteres, i en un 36,2% no eren unitats familiars. En el 33% dels habitatges hi vivien persones soles el 21,5% de les quals corresponia a persones de 65 anys o més que vivien soles. El nombre mitjà de persones vivint en cada habitatge era de 2,31 i el nombre mitjà de persones que vivien en cada família era de 2,9.
Per edats la població es repartia de la següent manera: un 24,6% tenia menys de 18 anys, un 6,9% entre 18 i 24, un 28,1% entre 25 i 44, un 20,7% de 45 a 60 i un 19,7% 65 anys o més.
L'edat mediana era de 37 anys. Per cada 100 dones de 18 o més anys hi havia 82,9 homes.
La renda mediana per habitatge era de 31.316 $ i la renda mediana per família de 36.750 $. Els homes tenien una renda mediana de 31.324 $ mentre que les dones 19.479 $. La renda per capita de la població era de 15.281 $. Entorn del 5,3% de les famílies i el 8,9% de la població estaven per davall del llindar de pobresa.

## Poblacions més properes
El següent diagrama mostra les poblacions més properes.